# Comté de Cortland
Le comté de Cortland (en anglais : Cortland County) est l'un des 62 comtés de l'État de New York, aux États-Unis. Le siège du comté est Cortland.

## Toponymie
Le comté a été nommé ainsi en hommage à Pierre Van Cortlandt (en), président de la convention à Kingston et qui rédigea la première constitution de l'État de New York, en 1777, et le premier lieutenant-gouverneur de cet État. 

## Comtés adjacents
- Comté d'Onondaga, au nord
- Comté de Madison, au nord-est
- Comté de Chenango, à l'est
- Comté de Broome, au sud-est
- Comté de Tioga, au sud-ouest
- Comté de Tompkins, à l'ouest
- Comté de Cayuga, au nord-ouest

## Population
La population du comté s'élevait à 46 809 selon le recensement de 2020.
| Groupe                           | Comté de Cortland | New York | États-Unis |
| -------------------------------- | ----------------- | -------- | ---------- |
| Blancs                           | 95,1              | 66,8     | 72,4       |
| Métis                            | 1,7               | 3,0      | 2,9        |
| Afro-Américains                  | 1,5               | 15,9     | 12,6       |
| Asiatiques                       | 0,8               | 7,3      | 4,8        |
| Autres                           | 0,6               | 7,5      | 6,4        |
| Amérindiens                      | 0,3               | 0,6      | 0,9        |
| Total                            | 100               | 100      | 100        |
|                                  |                   |          |            |
| Hispaniques et Latino-Américains | 2,2               | 17,6     | 16,7       |

## Divers
La cortland est une variété de pomme nommé en référence à ce comté.